# Manal Karmaoui
Manal Karmaoui, née le 10 novembre 1985, est une escrimeuse marocaine.

## Carrière
Manal Karmaoui est médaillée de bronze en fleuret par équipe aux Jeux africains de 2019 ainsi qu'aux Championnats d'Afrique 2022 à Casablanca.